# Гейлі (Айдахо)
Гейлі (англ. Hailey) — місто і окружний центр в окрузі Блейн, у долині річки Вуд, в центральній частині штату Айдахо, США. Згідно з переписом 2010 року населення становило 7960 осіб, що на 1760 осіб більше, ніж 2000 року. Тут розташований аеропорт Фрідман-Меморіал, яким дістаються до курортної місцевості Сан-Валлі/Кетчум, що за 19 км на північ звідси. Місто Беллвью лежить за кілька кілометрів на південь. Від 1882 до 1895 Гейлі був окружним центром колишнього округу Алтурас.
Місто назване на честь Джона Гейлі, який двічі був делегатом у Конгресі США від Території Айдахо.

## Географія
Гейлі розташоване за координатами 43°30′45″ пн. ш. 114°18′1″ зх. д. / 43.51250° пн. ш. 114.30028° зх. д. (43.512475, -114.300205).  За даними Бюро перепису населення США в 2010 році місто мало площу 9,47 км², з яких 9,46 км² — суходіл та 0,01 км² — водойми.

### Клімат
| Клімат : Гейлі          | Клімат : Гейлі | Клімат : Гейлі | Клімат : Гейлі | Клімат : Гейлі | Клімат : Гейлі | Клімат : Гейлі | Клімат : Гейлі | Клімат : Гейлі | Клімат : Гейлі | Клімат : Гейлі | Клімат : Гейлі | Клімат : Гейлі | Клімат : Гейлі |
| Показник                | Січ.           | Лют.           | Бер.           | Квіт.          | Трав.          | Черв.          | Лип.           | Серп.          | Вер.           | Жовт.          | Лист.          | Груд.          | Рік            |
| Абсолютний максимум, °C | 11,1           | 15,6           | 20,0           | 26,7           | 33,9           | 36,7           | 36,7           | 37,8           | 35,6           | 28,9           | 21,1           | 14,4           | 37,8           |
| Середній максимум, °C   | −1             | 2,5            | 5,6            | 12,9           | 18,6           | 23,6           | 29,3           | 28,7           | 23,4           | 16,4           | 6,9            | 0,6            | 14,0           |
| Середній мінімум, °C    | −13,4          | −10,7          | −7,3           | −1,8           | 2,6            | 6,0            | 9,4            | 8,6            | 4,1            | −0,4           | −6,1           | −11,5          | −1,7           |
| Абсолютний мінімум, °C  | −33,3          | −30,6          | −25            | −14,4          | −8,9           | −5,6           | −1,7           | −2,2           | −8,3           | −13,9          | −32,8          | −31,7          | −33,3          |
| Норма опадів, мм        | 66             | 46             | 31             | 27             | 38             | 33             | 11             | 16             | 19             | 18             | 40             | 58             | 403            |
| Днів з опадами          | 9              | 6              | 6              | 5              | 7              | 7              | 3              | 3              | 4              | 4              | 6              | 8              | 68,0           |
| ----------------------- | -------------- | -------------- | -------------- | -------------- | -------------- | -------------- | -------------- | -------------- | -------------- | -------------- | -------------- | -------------- | -------------- |
| Джерело:                |                |                |                |                |                |                |                |                |                |                |                |                |                |

## Демографія

### Перепис 2010 року
Згідно з переписом 2010 року, у місті проживало 7 960 осіб у 3 065 домогосподарствах у складі 2 053 родин. Густота населення становила 842,0 особи/км². Було 3 527 помешкання, середня густота яких становила 373,1/км². Расовий склад міста: 80,2 % білих, 0,2 % афроамериканців, 0,7 % індіанців, 0,8 % азіатів, 0,1 % тихоокеанських остров'ян, 16,2 % інших рас, а також 1,9 % людей, які зараховують себе до двох або більше рас. Іспанці та латиноамериканці незалежно від раси становили 28,1 % населення.
Із 3 065 домогосподарств 41,0 % мали дітей віком до 18 років, які жили з батьками; 51,1 % були подружжями, які жили разом; 11,0 % мали господиню без чоловіка; 5,0 % мали господаря без дружини і 33,0 % не були родинами. 25,8 % домогосподарств складалися з однієї особи, у тому числі 6 % віком 65 і більше років. У середньому на домогосподарство припадало 2,58 мешканця, а середній розмір родини становив 3,15 особи.
Середній вік жителів міста становив 35,1 року. Із них 28,6 % були віком до 18 років; 6,7 % — від 18 до 24; 29,8 % від 25 до 44; 28,3 % від 45 до 64 і 6,5 % — 65 років або старші. Статевий склад населення: 50,0 % — чоловіки і 50,0 % — жінки.
Середній дохід на одне домашнє господарство  становив 71 786 доларів США (медіана — 61 549), а середній дохід на одну сім'ю — 81 656 доларів (медіана — 71 389). Медіана доходів становила 38 455 доларів для чоловіків та 36 943 долари для жінок. За межею бідності перебувало 7,6 % осіб, у тому числі 11,1 % дітей у віці до 18 років та 16,3 % осіб у віці 65 років та старших.
Цивільне працевлаштоване населення становило 4830 осіб. Основні галузі зайнятості: науковці, спеціалісти, менеджери — 19,7 %, мистецтво, розваги та відпочинок — 17,4 %, освіта, охорона здоров'я та соціальна допомога — 14,4 %.

### Перепис 2000 року
Згідно з переписом 2000 року, у місті проживало 6 200 осіб у 2 389 домогосподарствах у складі 1 603 родин. Густота населення становила 757,5 особи/км². Було 2 557 помешкань, середня густота яких становила 312,4/км². Статевий склад міста 89,68 % білих, 0,26 % афроамериканців, 0,35 % індіанців, 1,08 % азіатів, 0,05 % тихоокеанських остров'ян, 7,02 % інших рас і 1,56 % людей, які зараховують себе до двох або більше рас. Іспанці та латиноамериканці незалежно від раси становили 11,95 % населення.
Із 2 389 домогосподарств 42,6 % мали дітей віком до 18 років, які жили з батьками; 51,5 % були подружжями, які жили разом; 10,2 % мали господиню без чоловіка, і 32,9 % не були родинами. 23,7 % домогосподарств складалися з однієї особи, у тому числі 5,2 % віком 65 і більше років. У середньому на домогосподарство припадало 2,56 мешканця, а середній розмір родини становив 3,09 особи.
Віковий склад населення: 29,7 % віком до 18 років, 6,7 % від 18 до 24, 37,4 % від 25 до 44, 20,9 % від 45 до 64 і 5,3 % років і старші. Середній вік жителів — 33 роки. Статевий склад населення: 49,9 % — чоловіки і 50,1 % — жінки.
Середній дохід домогосподарств у місті становив US$51 347, родин — $56 379. Середній дохід чоловіків становив $37 750 проти $29 025 у жінок. Дохід на душу населення в місті був $21 255. Приблизно 4,6 % родин і 6,1 % населення перебували за межею бідності, включаючи 7,3 % віком до 18 років і 4,2 % від 65 і старших.